# Evangelho dos quatro reinos celestes
O Evangelho dos quatro regiões celestes ou Evangelho dos quatro cantos do mundo é um dos apócrifos do Novo Testamento, hoje perdido e conhecido apenas por citações feitas em outras obras.

## História
Maruta de Martirópolis, menciona um texto com este nome em sua obra "De Sancta Synodo Nicaena" em uma nota sobre os simonianos numa seção maior sobre heresias: 
| “ | E eles (estes infiéis simonianos) fizeram para si um evangelho, dividindo-o em quatro volumes e chamaram-no de 'Livro das regiões do mundo'. Sibi autem perfidi isti (sc. haeretici Simoniani) evangelium effinxerunt, quod in quattuor tomos secantes librum quattuor angulorum et cardinum mundi appellarunt. | ” |
|   | — Maruta, De sancta synodo Nicaena. |   |

O teólogo Adolf von Harnack considera este comentário como confiável e considera que este pode ser um dos livros que circulavam entre os cristãos da época e que se alegava terem sido escritos por Simão Mago e seus discípulos. O título da obra relembra uma famosa teoria de Ireneu de Lyon sobre o Evangelho quádruplo: 
| “ | Não se pode admitir que existam nem mais e nem menos do que quatro evangelhos, uma vez que existem quatro regiões do mundo onde vivemos, e quatro ventos dos quatro pontos cardeais, e, por outro lado, a Igreja está espalhada por toda a terra e o Evangelho e o Espírito da vida são os pilares e as fundações da Igreja, segue que esta Igreja tem quatro pilares... | ” |
|   | — Ireneu de Lyon, Adversus Haereses III 11.8. |   |

De qualquer maneira, o título desta obra e a sua divisão em quatro volumes, cada um dedicado a um ponto cardeal, parece indicar que este apócrifo atribuído aos simonianos alegava ser um evangelho universal, se não "o" evangelho universal. Porém, como a obra se perdeu, nada mais sabemos e até mesmo a existência dela permanece duvidosa.